# Habrocestum albopunctatum
Habrocestum albopunctatum là một loài nhện trong họ Salticidae.
Loài này thuộc chi Habrocestum. Habrocestum albopunctatum được Wanda Wesołowska & Antonius van Harten miêu tả năm 2002.